# 2020 BW14
2020 BW14 est un gros astéroïde géocroiseur de type Apollon, classé un temps comme potentiellement dangereux.

## Découverte
L'astéroïde a été repéré le 28 janvier 2020 par ATLAS-HKO. La découverte de l'objet a été officiellement annoncée le 1er février 2020. Des observations remontant à 2016 furent retrouvées dans les jours suivants et officiellement annoncées le 10 février.

## Caractéristiques physiques
2020 BW14 a une magnitude absolue H de 18,4, ce qui correspond à un diamètre moyen compris entre 550 et 1 400 mètres pour un albédo compris entre 0,05 et 0,25 (valeur typique pour les astéroïdes rocheux).

## Risque d'impact

L'indice sur l'échelle de Turin en fonction de l'énergie cinétique (en mégatonnes de TNT) et de la probabilité d'impact.

Lors de sa découverte, l'astéroïde fut inscrit sur la liste Sentry, signalant un faible risque d'impact. Le 7 février 2020, l'astéroïde était placé au niveau 1 sur l'échelle de Turin. Plusieurs dates entre 2046 et 2188 avaient un risque d'impact non nul, quoique minime : la probabilité cumulée d'impact était de 7,5 × 10−6 (1/130 000), avec une probabilité maximale de 5,5 × 10−6 (1/180 000) pour 2046. Cependant, des observations remontant à 2016 furent rapidement retrouvées et officiellement annoncées le 10 février. Celles-ci permirent de bien mieux contraindre l'orbite de l'objet et d'exclure tout risque d'impact, ce qui conduisit le jour même au retrait de l'astéroïde de la liste Sentry.